# Areopag (Neuzeit)
Der Areopag oder Arios Pagos (neugriechisch Άρειος πάγος Áreios págos) ist das oberste Gericht der Zivil- und Strafgerichtsbarkeit in Griechenland.

## Geschichte

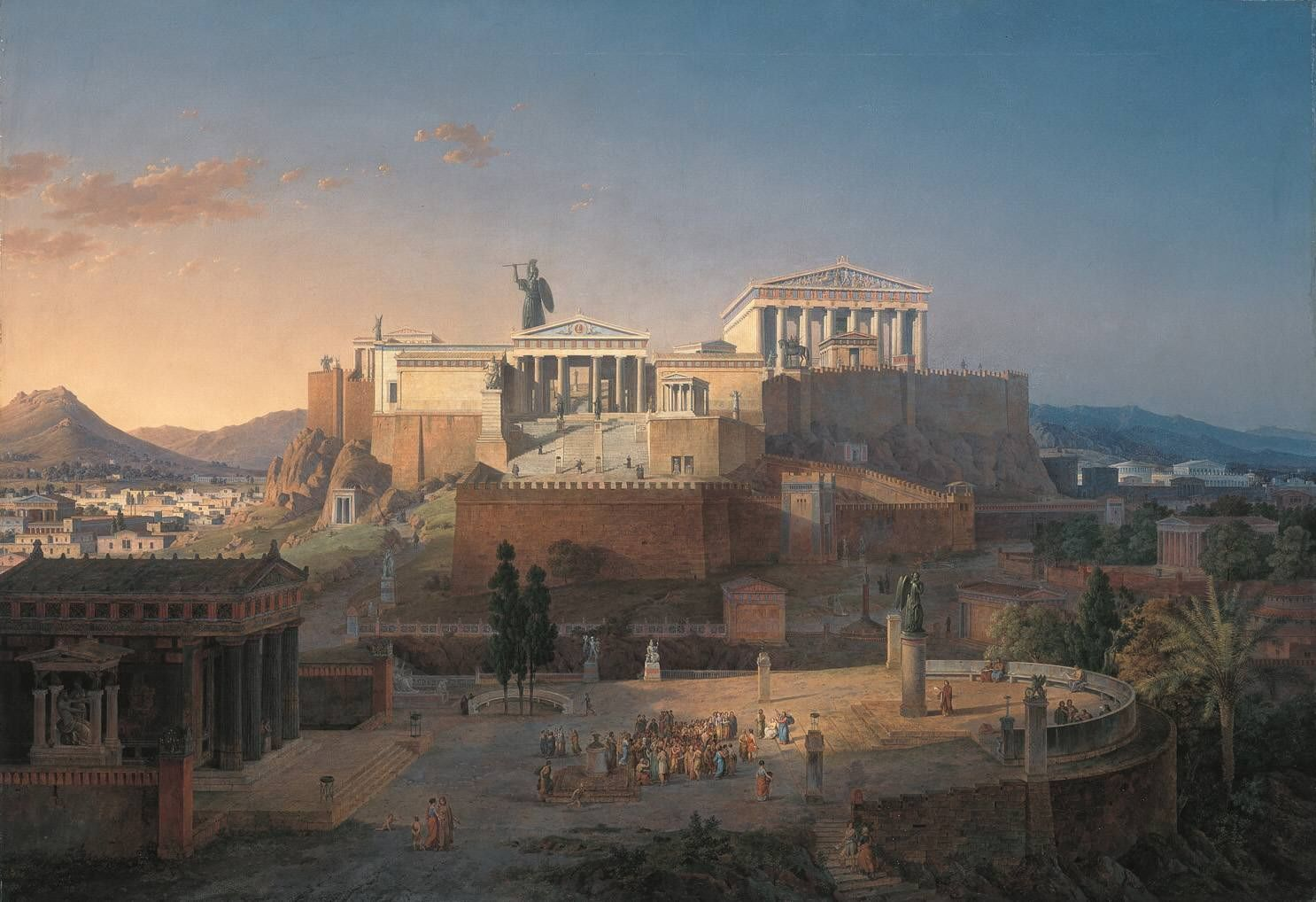
Idealisierte Ansicht des Areopag im Vordergrund mit der Akropolis im Hintergrund (Leo von Klenze, 1846)

Der moderne oberste Gerichtshof „Areopag“ (von altgriechisch Ἄρειος πάγος Áreios págos „Areshügel“) hat seinen Namen von dem im antiken Athen für die Ahndung von Tötungsdelikten zuständigen obersten Adelsrat, bestehend aus Vertretern des Hochadels (Eupatridai). Dieser soll laut der griechischen Mythologie auf dem „Areshügel“, einem felsigen Hügel nordwestlich der Akropolis, eingerichtet worden sein, zur Zeit der Herrschaft der mythischen Könige Kekrops und Theseus.
Ab der Zeit Solons im 6. Jahrhundert v. Chr. setzte sich der oberste Rat auf dem Areshügel aus ehemaligen Archonten (Vertretern der obersten Beamtenschaft) zusammen. Dessen Zuständigkeit ging dann um 462 v. Chr. weitgehend auf die aus 6000 gewählten Richtern bestehende Heliaia und auf die Volksversammlung („Ekklesia“) über. Bis in die Spätantike bestand der oberste Rat.
Während der griechischen Revolution rief man in Mittelgriechenland von 1821 bis 1825 einen Areopag von Ostgriechenland aus.
Nach der Gründung des modernen griechischen Staates wurde am 16. Oktober 1834 durch königliches Dekret der oberste Gerichtshof des freien griechischen Staates geschaffen und offiziell mit dem Namen des antiken obersten Rats „Areopag“ bezeichnet.
Er nahm im Januar 1835 seine Arbeit auf. Die erste Entscheidung wurde am 30. April 1835 beschlossen und am 1. Mai 1835 veröffentlicht.

## Gebäude
Bis 1981 war der Oberste Gerichtshof im „Iliou Melathron“ (Palast von Ilion, also Troja) untergebracht, einem ursprünglich von dem Architekten Ernst Ziller als Wohnsitz von Heinrich Schliemann erbauten Palais im Zentrum Athens.
Das derzeitige Gerichtsgebäude, das Themidos Melathron, am Leoforos Alexandras im Stadtviertel Ambelokipi wurde am 23. Februar 1981 eingeweiht. Die Fassade trägt die Inschrift „Themidos Melathron“ (Palast der Themis). Themis war nach der Mythologie die Tochter des Uranos und die Gemahlin des Zeus, verkörperte die göttliche Gerechtigkeit und Ordnung und war Beschützerin der Unterdrückten.

## Besetzung
Am Areopag sind heute der Präsident, der Staatsanwalt, die Vizepräsidenten, die Richter und der stellvertretende Staatsanwalt des Obersten Gerichtshofes tätig. Die Mitglieder des Obersten Gerichtshofes genießen wie alle Richter funktionelle und persönliche Unabhängigkeit. Sie werden auf Lebenszeit ernannt und müssen bei Erreichen des 67. Lebensjahres nicht unbedingt aus dem Dienst ausscheiden (Artikel 87 § 1 und 88 § 1 und 5 der Verfassung).

## Organisation und Aufgaben
Der Areopag entscheidet durch sechs Zivilabteilungen, die Fälle des Privatrechts (Vertragsrecht, Handels-, Erbschafts-, Pfand-, Arbeitsrecht etc.) behandeln, durch drei Strafabteilungen sowie durch das Plenum.
Als oberster Gerichtshof überprüft der Areopag nicht die tatsächlichen Feststellungen der Vorinstanzen. Mit der Revision (griechisch αίτηση αναιρέσεως), dem Rechtsmittel zur Anrufung des Areopag, wird die Überprüfung der rechtlichen Richtigkeit der angegriffenen Entscheidung des vorinstanzlichen Gerichts beantragt.
Der Oberste Gerichtshof gewährleistet mit seinen Entscheidungen, die von den Vorinstanzen für die einheitliche Behandlung ähnlicher Fälle beachtet werden, die Einheitlichkeit der Rechtsprechung in der Auslegung und Anwendung der Gesetze.